# Фінляндський провулок
Фінляндський провулок — провулок у Василеострівському районі Санкт-Петербурга. Проходить від 17-ї у напрямку 18-ї лінії Васильєвського острова.

## Історія
Назва Фінляндський провулок відома з 1821 року, пов'язана з квартированого в будинку № 3 Фінляндським лейб-гвардії полком.